# Lovaglás a nyári olimpiai játékokon
A lovaglás a nyári olimpiai játékokon először a párizsi 1900-as olimpián szerepelt, majd eltűnt a palettáról 1912-ig, de azóta jelen van minden nyári olimpián. Jelenleg az olimpiai lovas szakágak a díjlovaglás, a lovastusa és a díjugratás. Az összes szakágban mind az egyéni versenyzők, mind a nemzeti csapatok legjobbjait érmekkel díjazzák.
A lovas szakágak és az öttusa lovas része az egyedüli olyan olimpiai esemény, ahol állatok is szerepelnek.
A lovat épp úgy sportolónak tekintik, mint az embert, aki lovagolja.
A lovas sportok nemzetközi irányító testülete a Fédération Équestre Internationale (FEI), melynek az olimpiai versenyek vonatkozásában kötelessége betartani a Nemzetközi Olimpiai Bizottság (NOB) által kialakított szabályokat. Az 1924-es olimpia volt az első, melyen a lovaglás eseményei a FEI irányításával zajlottak.

## Történelem

### 1900-as párizsi játékok
Lovas eseményeket először az 1900-ban rendezett párizsi olimpiai játékokon tartottak, bár ezek között a ma látható szakágak egyike sem szerepelt. Mind a versenyek mind az indulók számát tekintve kicsit bizonytalanok vagy ellentmondásosak az információk.

#### Vadász ugratás
Május 29.
Az Ugratás nagydíj hasonló volt napjaink díjugratás versenyszámához. Valószínűleg 45 indulót neveztek, de végül csak 37 lovas versenyzett. Az első és második helyen belga, míg a harmadik helyen francia lovas végzett:
1. Aimé Haageman, Benton II nevű lovával,
2. Georges van der Poële, Winsor Squire nyergében,
3. Louis de Champsavin, aki Terpsichore-t lovagolta.

#### Távolugrás

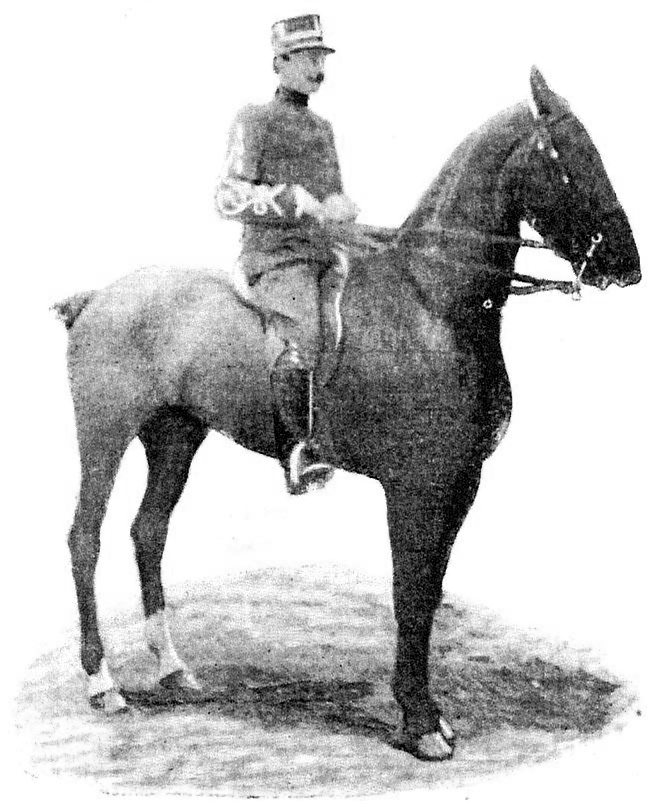
Constant van Langhendonck
a távolugrás bajnoka, „Extra Dry“ nyergében

Május 31.
A belga Constant van Langendonck és Extra Dry nevű lova 6.10 méteres távolság átugrásával nyerte a versenyszámot. Az olasz Gian Giorgio Trissino és Oreste végzett a 2. helyen 5.70 méterrel, és a francia M. de Bellegarde nyerte a bronzot 5.30 méteres ugrással Tolla nevű lován.

#### Magasugró verseny

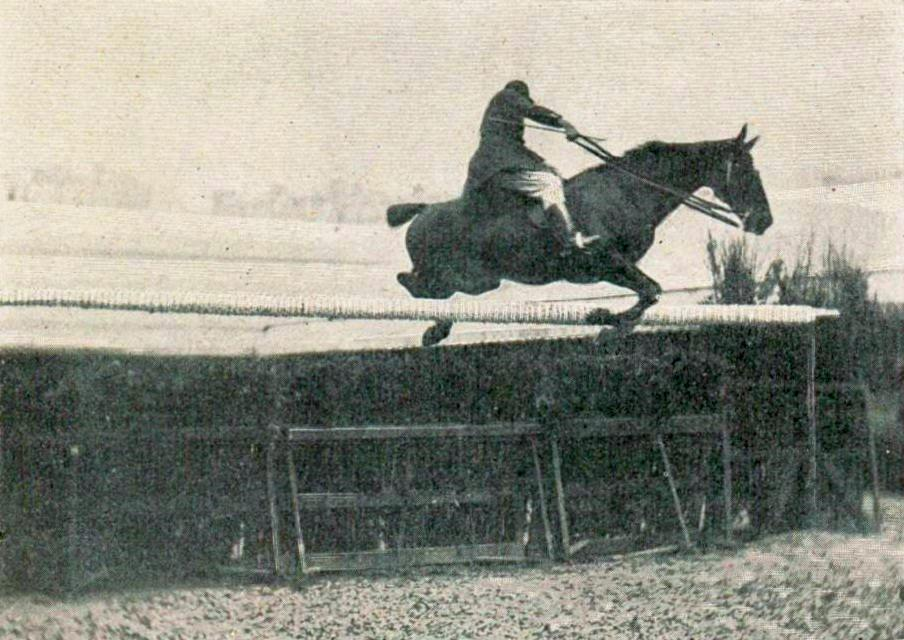
Dominique Gardère
A magasugrás nyertese „Canela“ nyergében

Június 2.
A Magasugró verseny döntetlennel végződött a Canela-t lovagoló francia Dominique Gardere, és az Oreste-vel versenyző olasz Gian Giorgio Trissino között, miután mindkettőjük lova tisztán átugrotta az 1.85 métert. A bronzérmet a belga Georges van der Poële kapta Ludlow nyergében, aki sikeresen ugratta az 1.70 méter magas akadályt.

### A Lovas versenyek visszatérése
A lovaglás nem szerepelt az 1904-es olimpiai játékokon, és visszatértét a svéd királyi főlovász mesternek, gróf Clarence von Rosen-nek köszönheti. Az 1906-os NOB Kongresszus elfogadta a díjlovaglásnak, lovastusának és díjugratásnak a közelgő 1908-as londoni olimpiai játékok programjába történő felvételét. Azonban az újonnan megalakított Nemzetközi Lovas Verseny Bizottsággal kapcsolatos problémák miatt, a visszatérés váratott magára az 1912-es stockholmi játékokig. Az ebben a három szakágban tartott versenyek attól kezdve egészen napjainkig szerepelnek a nyári olimpiai játékok programjában.

### Civilek részvétele
Az 1952. évi nyári olimpiai játékokig csak a férfi lovassági tisztek versenyezhettek az olimpiai lovas számokban. 1952-től fogva azonban a lovaglás lett azon kevés olimpiai sportok egyike, ahol a nők és férfiak (civilek és katonák) közvetlenül egymás ellen versenyezhettek. Csapatversenyben a csapatok tetszőleges arányban tartalmazhatnak nőket és férfiakat, és egyik nemnél sincs minimális kötelező létszám megszabva, az országok nemre való tekintet nélkül, szabadon választhatják csapatukba a legjobb lovasaikat.

### Póló és Lovastorna (Voltízs) az olimpián
Az 1900. évi olimpiai játékokat követően a póló még négy alkalommal szerepelt: az 1908. évi londoni olimpiai játékokon, az 1920-as antwerpeni olimpiai játékokon, az 1924-es párizsi olimpiai játékokon és az 1936-os berlini olimpiai játékokon. Az 1908-as olimpián csak két 2 póló csapat, Anglia és Írország csapata vett részt, és az angol csapat nyerte az aranyat. Az 1920-as játékokon Anglia, Belgium, Spanyolország, és az Amerikai Egyesült Államok csapatai vetélkedtek egymással, és ismét az angol csapat nyerte az arany érmet. Az aranyérem csak 1924-ben cserélt gazdát, mikor Argentína is küldött csapatot Párizsba. Argentína nyerte az aranyat az 1936-os olimpiai játékokon.
Voltízs csak egyszer, az 1920-as Antwerpeni olimpiai játékokon szerepelt. Lovastorna keretében mind csapat mind egyéni versenyt, ahol a versenyzőknek vágtázó és álló lovon kellett az előírt mozdulatokat nyeregben és szőrén végrehajtani. Három nemzet küldött csapatot: Franciaország, Svédország, és az aranyérmet elnyerő Belgium. Az egyéni versenyzők is ezen országokból kerültek ki, és az aranyérmet itt is Belgium nyerte M. Bouckaert révén. Az ezüstérmet M. Fields, a bronzérmet pedig M. Finet érdemelte ki Franciaország számára.

## Díjlovaglás az olimpiai játékokon
A díjlovaglás drámai változáson ment keresztül az 1912-es olimpia óta. A díjlónak már nem kell ugrania, viszont a síkon bemutatandó feladat egyre nehezebbé vált, amit a piaff és passzázs hangsúlyoz. A mai lovakat kifejezetten díjlovaglásra tenyésztik és ezért mozgásuk összehasonlíthatatlanul jobb, mint a XX. század elején rendelkezésre álló lovaké volt.
Csak egyéni versenyzőket díjaztak éremmel az 1912., 1920. és 1924. évi olimpiai játékokon, azóta viszont minden olimpián csapatokat is díjaznak érmekkel.

### 1912-es stockholmi olimpia
Az 1912. évi stockholmi olimpián tartották az első olimpiai díjlovas versenyt, melyen 8 ország (Belgium, Dánia, Franciaország, Németország, Norvégia, Oroszország, Svédország és Amerikai Egyesült Államok) 21 lovasa indult. A díjlovaknak 3 feladatot kellett elvégezni: egy síkon végrehajtandó feladatot, egy ugró feladatot, és egy engedelmességi feladatot.
A sík feladat maximum 10 perces lehetett, és a mai kisnégyszögnek megfelelő 20 méterszer 40 méteres területen kellett végrehajtani. A végrehajtandó feladat nehézségi foka messze alatta maradt a mai díjlovas feladatok nehézségi fokának, és nagyjából a mai Amerikai Díjlovas Szövetség (USDF) 4-edik szintjének felelt meg, ami hazai viszonylatban az M és S kategóriák határát jelenti. A pontozás során épp úgy mint napjainkban, minden végrehajtandó elemet egy 0-tól 10-ig terjedő skálán értékeltek. A megkívánt jármódok a "szabad" és a "könnyű" lépés, a "lassú" és a "nyújtott" ügetés, és végül a "lassú" és a "nyújtott" vágta, melyek mindegyikét mind a két kézen végre kellett hajtani. A lovaknak ezen kívül be kellett mutatniuk közönséges fordulatokat, kisköröket lassú ügetésben, 8 méteres kisköröket vágtában, nyolcasokat (mind ugrásváltással a közepén, mind ugrásváltás nélkül, a második kört ellenvágtában megtéve), négy vagy több ugrásváltást egy egyenes vonalon, hátulja körüli fordulatot, és hátralépést.
Ez idő tájt nem volt megengedett sem a piaff, sem a passzázs, sem pedig a többi magasiskolához tartozó feladat (a föld feletti gyakorlatok és a spanyollépés) bemutatása. Plusz pontokat lehetett szerezni, ha a lovas a feladatokat egy kézben tartott szárral mutatta be, különösen a vágtában végrehajtandó gyakorlatok esetében.
Ezen felül minden díjlónak meg kellett ugrania 4 maximum 1.1 méter magas akadályt, és egy három méteres széles akadályt. Ezután "engedelmességi feladatként" el kellett lovagolni félelmesnek látszó tárgyak mellett.
A lovasok közül a katonatiszteknek nem hivatalos egyenruhát, a civil lovasoknak pedig fekete vagy rózsaszínű kabátot és bársony kalapot kellett viselni. A lovakat nagykantárral kellett lovagolni, és mind a martingál, mind a segédszárak használata tilos volt.

### 1920-Antwerpen, 1924-Párizs, 1928-Amszterdam, és 1932-Los Angeles olimpiái
Az 1920. évi antwerpeni olimpiai játékok díjlovas versenyén 5 ország 17 lovasa indult. A díjlovagló feladatot meg kellett tanulnia a lovasnak, és emlékezetből kellett lovagolnia, egy kissé megnövelt négyszögben (20m x 50m).
A "Lassú"-t "Összeszedett"-re cserélték a bírálati lapon. Kötelező volt az összeszedett lépés, ügetés és vágta, csakúgy, mint a nyújtott könnyűügetés és az azt követő összeszedett ügetés tanügetésben. Bevezették a vágtában lovagolandó 5 ívű kígyóvonalat, mind lebegő ugrásváltásokkal, mind ellenvágtában lovagolandó ívekkel. Szintén bevezetésre került a cikk-cakk féloldalazás ugrásváltással, valamint a minden 4-, 3-, 2- és 1-ugrásra végrehajtott sorozat ugrásváltás. A megállást lépés átmenettel hajtották végre, és ezt követte a köszönés.
A párizsi olimpiai játékokon 9 ország 24 lovasa versenyzett. A díjlovagló feladat ugyanolyan jellegű volt, mint az 1920. évi olimpia feladata.
Az 1928. évi olimpiára 10-ről 13 percre növelték a díjlovagló feladat alapidejét. A lovasok másodpercenként 2 pontot veszítettek az alapidő túllépéséért.
A legjelentősebb változás az 1932. évi Los Angeles-i olimpiai játékokon a piaff és passzázs bevezetése volt. Az I. világháború utóhatása miatt csak 4 ország 10 lovasa versenyzett.

### 1936-os berlini olimpia
11 ország 29 lovasa vett részt a berlini olimpia díjlovas versenyén. A díjlovas feladat alapidejét ismét növelték, és így az meglepően hosszú, 17 perc lett.
A feladat tartalmazott egy 8 másodperces álljt, lépésben végrehajtott félperdülést, ügetést egy kézben tartott szárral, "rendes" és nyújtott könnyű ügetést, vágta jármódban 5-ívű kígyóvonalat 8 méter átmérőjű ívekkel, a vágta-piruettet, ugrásváltást négy-, három-, kettő- és minden egyes ugrásra, valamint a piaffot és passzázst. A legnagyobb szorzóval az összeszedet ügetésben és összeszedett vágtában két patanyomon lovagolandó hajlításokat pontozták.

### 1948-as londoni olimpia
9 ország 19 lovasa versenyzett. A második világháború következtében nem volt elég idő arra, hogy a díjlovakat felkészítsék az 1948. évi olimpiai játékokra. Ezért a piaff és passzázs nem szerepelt a díjlovagló feladatok között, azonban a féloldalazás, farat be, vágta piruettek és sorozat ugrásváltások igen, a legnagyobb szorzóval figyelembe vett elem az ugrásváltás minden-egyre volt.

### További olimpiai játékok
Manapság a díjlovas versenyek lebonyolítása a Nagydíj (Grand Prix) feladattal kezdődik, ahol megállapítják a csapatbajnokság győzteseit. A Nagydíjban az első 25 helyen végzett versenyzők még egy feladatot lovagolnak, a Különleges Nagydíjat (Grand Prix Special), mely rövidebb program, és nagyobb hangsúlyt kap benne a piaff és passzázs. Az ennek a számnak az első 13 helyezettje a Nagydíj Kűrrel (Grand Prix Freestyle) folytatja a versenyzést. A Nagydíj Kűrt először az 1996. évi olimpián lovagolták. A kűr feladatait minden egyes lovas a megadott szigorú irányelvek figyelembevételével maga állítja össze, és egyéni zenére lovagolják. Ezen versenyek eredményei alapján állapítják meg az egyéni helyezéseket, és ítélik oda az érmeket.
A díjlovagló feladat viszonylag változatlan maradt, kivéve hogy a farat be már nem része a Nagydíjnak és a Különleges Nagydíjnak.

## Lovastusa (Military) az olimpiai játékokon
1912-ben vezették be, a lovastusa versenyeken eredetileg csak aktív katonatisztek versenyezhettek (ebből adódott a Military, a sportág régebbi elnevezése), és ők is csak saját lovaikat, vagy katonai alakulatuk lovait lovagolhatták.

### 1912-es stockholmi olimpia
A verseny 5 napig tartott. Az első nap volt a állóképességi próba, mely 55 km (33 mérföld) utakon (melyet 4 óra alatt kellett teljesíteni, ami körülbelül 230 méter/perces iramnak felel meg), melyet közvetlenül követett egy 5 km-es Terepakadályok (cross-country) szakasz 333 méter/perces irammal. Hibapontokat adtak az alapidő túllépésért, de nem jutalmazták a táv gyorsabb teljesítését.
A második nap pihenő-nap volt, mielőtt a lovakat a gyorsasági próba elé állították a harmadik napon, ez volt a steeplechase szakasz, ahol 3.5 km-en 10 egyszerű akadályt kellett átugrani, ezt 600 méter/perces iramban kellett teljesíteni.
A negyedik nap volt az ugró próba ("Díj Ugratás"), melynek keretében 15 darab legfeljebb 1.3 méter magasságú és 3.0 méter szélességű akadályból álló pályát kellett teljesíteni.
Az ötödik napon volt a díjlovagló feladat ("Díj Lovaglás"), amely hasonló volt, mint az egyéni díjlovagló feladat ugyanabban az évben, azzal a különbséggel, hogy a lovaknak nem kellett sem nyolcasokat, sem ugrásváltásokat, sem ugró, sem engedelmességi feladatokat végrehajtani, mint ahogy azt a díjlovaktól megkívánták.
A lovaknak legalább 79.8 kg (176 font) tömeget kellett hordozniuk, és nagykantárt kellett viselni. A lovasok előírt öltözete a nem hivatalos egyenruha volt.

### 1920-as antwerpeni olimpia
Jelentős formai változtatásokat vezettek be az 1920. évi olimpiára, melyek közül a legjelentősebb a díjlovagló feladat elhagyása volt. 8 ország 25 lovasa versenyzett.
A lovak az első napon a 45 km-es utak és ösvények szakasszal kezdtek, melyet 3.5 óra alatt kellett teljesíteni. Ezt követte az 5 km-es terepakadályok (cross-country) szakasz, 18 darab 1.1-1.15 méter magas akadállyal, ahol az időhatár 12.5 perc volt.
A második napon még egy 20 km-es utak és ösvények szakaszt kellett 1 órás alapidővel teljesíteni. Utána a lovak állatorvosi vizsgálaton vettek részt, ahol a sántaság vagy kimerültség kizárást vont maga után. Ezt követte a 4,000 méteres, 550 méter/perces iramú steeplechase. Az előző év gyakorlatától eltérően, a sebességet jutalmazták, a 600 méter/perces iramért 1/2 pont, a 650 méter/perces iramért 1 pont járt (A bónusz pontok ezen rendszerét 1971-ben szüntették meg). Minden másodperc időtúllépésért 1 büntetőpontot adtak. Egy új szabályt is bevezettek, mely szerint kizárást vont maga után a három ellenszegülés, a pálya elhagyása, illetve a bukás.
Az ugró feladat 18 legfeljebb 1.25 méter magas akadályból állt, a pálya hossza 1150 méter volt. Az alapidő 3 perc volt, és itt is megtakarított másodpercenként 1/2 ponttal jutalmazták a sebességet, az idő túllépésért pedig másodpercenként 1/4 büntetőpont járt. A mai díjugrató feladatoktól eltérően néhány akadályt többször is meg kellett ugrani, minden alkalommal más részét az akadálynak. A lovasok büntető pontokat kaptak az ellenszegülésekért, kitörésekért, esésekért és pályatévesztésért.
Az előírt tömeget csökkentették 75 kg-ra (165 font), ami évtizedeken át ennyi is maradt. A lovasok viselhettek sötét vagy "rózsaszín" lovagló kabátot is a nem hivatalos egyenruha helyett. Minden lovasnak fehér lovagló nadrágot és bársony kalapot kellett viselni.

### 1924-es párizsi olimpia
Az 1924. évi olimpiai játékokon ismét változtatásokat vezettek be, melyekkel kialakult a verseny mai formája. 13 ország 44 versenyzője vett részt a küzdelemben.
A nevezők nagy száma miatt a Díjlovaglás lebonyolítása két napot vett igénybe. A díjlovagló feladatot 20x60 méteres nagy négyszögben kellett lovagolni, és új, 10 perc 30 másodperces időhatárt vezettek be. A lovasoknak be kellett mutatni a lépés, a "rendes" (munka) ügetés (mind könnyű, mind tanügetés), a "lassú" (összeszedett) ügetés, a nyújtott ügetés, valamint a "rendes" és nyújtott vágta jármódokat. Ezen kívül a feladat tartalmazott kisköröket, megállást, hátralépést és ellenvágtát. Az új szabályok szerint kötelező volt a nagykantár, de tilos a martingál, lábvédők (fáslik), vagy segédszárak használata. A lovasok a bársony kalap (cilinder) helyett viselhettek kobakot is (a vadászlovaglásokon is viselt "hunting hat").
A 3. nap terepverseny (cross-country) versenyfeladata hasonló volt a mai "négyszakaszos terepterhelésű" versenyhez, és egy valódi állóképességi próba volt, melynek ideje 2 óra 1 perc 47 másodperc volt. Öt szakaszból állt. Az A szakasz a 7 km-es "Utak és ösvények" 240 méter/perces irammal, melyet a B szakasz követett, a 4 km-es steeplechase 550-600 méter/perces irammal, majd a C szakasz ismét egy "Utak és ösvények" 240 méter/perces irammal, 15 km-es távon. Ezután következett a D szakasz, a 8 km-es Terepakadályok (cross-country) szakasz, ahol az előírt iram csak 450 méter/perc volt. A mai gyakorlattól eltérően, a lovasnak még 2 km sík vágta szakaszt is kellett lovagolnia 333 méter/perces irammal (ez volt az E szakasz, melyet 1967-ben töröltek el).
A 4. napon tartották a Díjugrató vizsgát.

### 1928-as amszterdami olimpia
Ez az olimpia néhány apró változtatástól eltekintve hasonlóan zajlott mint az 1924. évi olimpia. Díjlovaglásban az alapidőt 11 percre növelték, és a versenyzők másodpercenként 2 pontot veszítettek az alapidő túllépése esetén. A Terepversenyben a steeplechase iramát 550-ről 600 méter/percre növelték. A díjugrató versenyszám szabályait úgy változtatták, hogy a pálya 12 akadályt tartalmazzon, melyet 375 méter/perces iramban kellett teljesíteni, az alapidő túllépést pedig másodpercenként 1/2 ponttal büntették.
A verseny formája és szabályai viszonylag változatlanok maradtak az 1932. évi olimpiai játékokon is.

### 1936-os berlini olimpia
A berlini játékokon a lovak védelme érdekében néhány új szabályt hoztak, többségében a teljesítményfokozó illetve módosító szerek használatáról, különös tekintettel a stimulánsokra és nyugtatókra. Ezen felül kizárták a versenyből azokat a lovakat, amelyek a terepverseny után kimerültek vagy sánták voltak.
A minimum 75 kg-os (165 font) előírt teherre vonatkozó előírást, mely korábban a lovastusában minden lovaglásra vonatkozott, most a díjlovaglás esetében feloldották, a díjugratás és a terepverseny tekintetében viszont érvényben maradt. A díjugratás eredményét úgy súlyozták, hogy az sokkal kevésbé befolyásolja a végeredményt, mint a terepverseny.
50 lovas versenyzett a lovastusa versenyen, de csak 27 tudta befejezni, legfőképpen a terepverseny egy bizonyos terep akadálya következtében (lásd: Lovaglás az 1936. évi nyári olimpiai játékokon).

### 1948-as londoni olimpia
Az 1948. évi játékokon 46 induló volt, többek között Argentína, Portugália és Brazília. A díjlovagló feladat most tartalmazta az ügetésben végrehajtott féloldalazást. A Terepverseny távjait csökkentették 22 km-re az Utak és ösvények, 3.5 km-re a steeplechase és 8 km-re a Terepakadályok szakaszának esetében (Terepverseny összesen: 33.5 km).

### Olimpiák az 1990-es évekig
Az olimpiai játékokon a lovastusa 1952-től 1996-ig a verseny lebonyolítását és szabályait tekintve nem sok változást mutatott. A díjlovaglásban bevezették az egyszeri lebegő-ugrásváltást.
A terepverseny szintén változott egy kicsit. A steeplechase iramát növelték 690 méter/percre. A terepakadályok szakasz 2 km-rel rövidebb lett és 32-34 darab legfeljebb 1.2 méter magas akadályból állt, amit a megnövelt 570 méter/perces iramban kellett lovagolni. Ezen felül a díjugratásnál az előírt 75 kg-os (165 font) terhelést csökkentették 70 kg-ra (154 font) az 1996. évi játékokra, majd 2 évvel később teljesen el is törölték.
1952-től nők is indulhattak a lovas versenyszámokban. Ennek ellenére, a lovastusában ez csak az 1964. évi tokiói olimpián következett be, ahol Helena du Pont volt az első nő, aki országát, - az ő esetében az Amerikai Egyesült Államokat - képviselte.
Az 1996. évi játékok volt az, ahol először próbálták ki a lovaknak a terepakadályok szakasz után való hűtését célzó új módszereket, melyek között szerepelt a permetező ventilátor használata is. A C szakasz után bevezettek még egy pihenőt, hogy biztosítsák a lovak megfelelő lehűlését. Szintén ez idő tájt végeztek egy kiterjedt vizsgálatot, melyben az olimpiai játékokon szereplő lovaknál tanulmányozták a hőmérséklet hatását és a különböző hűtési módszereket. Ezek a tanulmányok sok értékes információt szolgáltattak, lelepleztek számos mítoszt, és eredményei a lovastársadalom hasznára váltak a lovastusa világán kívül is. Ez volt az első alkalom, ahol az olimpiai játékokkal kapcsolatban kiterjedt állatorvosi tanulmányt folytattak.

### 2004-es athéni olimpia
A hagyományos Terepverseny, a "klasszikus forma" részei az Utak és ösvények (A és C szakaszok), a steeplechase (B szakasz), és a Terepakadályok (cross-country) (D szakasz). A 2004. évi olimpián bevezették a "rövid formát", elhagyván az A, B és C szakaszokat a Terepversenyből. Ennek a célja az volt, hogy csökkentsék az olimpiai szintű verseny megrendezéséhez szükséges terület nagyságát, nehogy a NOB kihagyja ezt a sportágat az olimpiai játékok programjából. Ezt a formát a sportág számos résztvevője bírálta, de most már minden szinten ezt tekintik a versenyszám "sztenderd" formájának.

## Díjugratás az olimpiai játékokon
1900-ban a Díjugratás versenyszám nyitott volt mind a katonai mind pedig a nem katonai lovasok és lovaik számára, kivéve a katonai iskola lovakat. Ma már mindkét nem résztvevői indulhatnak bármilyen lóval.
A pályák is jelentős mértékben változtak. Régebben az akadályok inkább természetes akadályok voltak, mint azok a fényesre festett rudak, melyek a mai szabványt képviselik. Az akadályok kisebbek voltak, és a pályák nem voltak ennyire technikásak.

### 1912-es stockholmi játékok
8 ország 31 lovasa versenyzett. Minden csapat 4 lovasból állhatott 2 tartalék lovas lehetett, és a csapat eredményét a 3 legjobb lovas eredményéből számították. 6 lovas indulhatott az egyéni versenyben, ahol 3 tartalék lovas lehetett.
A pálya 15 akadályból és 29 erőkifejtésből állt, mivel sok akadályt többször is meg kellett ugrani, ami ma már nem megengedett. A legnagyobb magasság 1.4 méter (4.7 láb) volt, a vizesárok legfeljebb 4 méter (7.3 láb) széles lehetett. A pálya melyet 400 méter/perces iramban kellett végiglovagolni, tartalmazott még árkot, kőfalat, korlátot, sövényt és triplebar-t is.
A pontozás nagymértékben különbözött a maitól, ugyanis a lovasoknak megszerezni kellett a pontokat. Minden ugrás 10 pontot ért, és a lovasok a különféle engedetlenségek és hibák következtében veszíthettek pontokat:
- Ellenszegülések:
- -2 az első,
- -4 a második,
- -8 a harmadik,
- kizárás a negyedik ellenszegülésért
- A ló és lovas bukása:
- -4
- Csak a lovas bukása:
- -6
- A ló koccolja az akadályt:
- -1
- Verőhiba:
- -2 ha a hátsó,
- -4 ha az első vagy első és hátsó lábbal veri
- Belépés széles akadálynál:
- -1 ha a hátsó láb érinti a vonalat,
- -2 az első láb érinti a vonalat,
- -2 ha a hátsó láb vonalon belül érinti a talajt,
- -4 ha az első láb vonalon belül érinti a talajt
- Alapidő túllépés:
- -2 minden 5 másodpercnyi időtúllépésért
- Pályatévesztés:
- kizárás

A lovastusához hasonlóan, minden lónak legalább 75 kg (165 font) tömegű terhet kellett vinnie. A lovasoknak nem hivatalos egyenruhát kellett viselni, ha katonatisztek voltak, és fekete vagy "rózsaszín" kabátot bársony kalappal vagy kobakkal, ha civilek voltak.

### 1920-as antwerpeniés1924-es párizsi olimpiák
Az 1920. évi játékok pályája 800 méter hosszú volt 14 akadállyal, melyek mindegyike 1.3-1.4 méter magas volt. A vizesárok legfeljebb 4 méter széles volt. 6 ország 25 lovasa versenyzett.
A pontozás változásai:
- A ló és lovas bukása:
- -8
- Csak a lovas bukása:
- -4
- Verőhiba:
- első lábbal -2,
- hátsó lábbal -1.
- Belépés:
- A vonal érintését nem büntették.
- Hátsó láb belépése -1,
- első láb belépése -2.
- Pályatévesztés:
- -2

Az 1924. évi párizsi olimpia hasonló volt az antwerpeni olimpiához, kivéve hogy a pálya 15 akadályból állt. 11 ország 34 lovasa versenyzett.

### 1928-as amszterdami olimpia
46 lovas 16 nemzet képviseletében versenyzett egy 16 akadályból álló pályán.
Az eredményt módosító tényezők voltak például a következők:
- Alapidő túllépés:
- -1/4 pont másodpercenként
- Ellenszegülés vagy kitörés:
- első engedetlenség -2,
- második engedetlenség -6,
- harmadik engedetlenség kizárás.
- Verőhiba:
- első lábbal -4,
- hátsó lábbal -2
- Belépés:
- hátsó láb belépése -2,
- első láb belépése -4
- A lovas és ló esése:
- -6
- Csak a lovas esése:
- -10
- Pályatévesztés:
- -2

### 1932-es Los Angeles-i olimpia
Az első világháború utóhatása és a tengerentúli szállítás költségessége miatt csak négy ország 11 lovasa versenyzett (Amerikai Egyesült Államok, Mexikó, Japán, Svédország). A 18-akadályos pálya 20 erőkifejtést igényelt. Az ugrások maximális magasságát 1,4-ről 1,6 méterre (5,3 lábra), a vizesárok maximális szélességét pedig 4 méterről 5 méterre (16,5 lábra) növelték meg.

### 1936-os berliniés1948-as londoni olimpiák
18 nemzet lovasai versenyeztek a 17 akadályos pályán az 1936. évi játékokon, és az arany- és bronzérmeket egyszeri összevetés eredménye alapján ítélték oda. A pálya 20 erőkifejtést igényelt, tartalmazott egy keskeny kaput, nyitott árkot, dupla oxert és falat is.
Minden szabály ugyanaz maradt, kivéve a következőket:
- Ellenszegülés vagy engedetlenség:
- első ellenszegülés -3,
- második ellenszegülés -6,
- harmadik ellenszegülés esetén kizárás
- Verőhiba:
- -4 (függetlenül attól, hogy melyik lábbal történt)
- Belépés:
- -4 (függetlenül attól, hogy melyik lábbal történt)

Az 1948. évi londoni olimpián 15 ország 44 lovasa versenyzett, beleértve az első alkalommal részt vevő Brazília, Írország, Dánia, és Finnország versenyzőit is.

### Forma, pályák és pontozás napjainkban
A mai olimpiai díjugrató versenyek formája 5 fordulós.
- 1. forduló: az első minősítő (kvalifikációs) forduló az egyéni versenyben. Továbbá minden csapat összevont legjobb 3 eredménye (legkevesebb hibapont) határozza meg a csapatverseny indulási sorrendjét. A pálya előírt irama 400 méter/perc.
- 2. és 3. forduló (Nemzetek Kupája (Prix de Nations)): ezen fordulók eredménye határozza meg a csapat helyezések (és érmek) sorsát. Legfeljebb 4 lovas lehet csapatonként, és közülük a legjobb három eredménye számít bele a csapatpontszámba. A két forduló pályája nem azonos, de mindkettő előírt irama 400 méter/perc. A 2. forduló legjobb 8 nemzete indulhat a Csapat Érem Döntőn (Team Medal Final (3. forduló)). A legkevesebb büntetőponttal rendelkező csapat kapja meg az aranyérmet. Ha döntetlen alakul ki bármelyik érem esetében, akkor az érintett csapatok minden tagja összevetésben vesz részt. Ezen túlmenően a 2. és 3. forduló eredményei beleszámítanak az egyéni versenybe is. AZ 1. és 2. forduló összesített eredményei alapján választják ki a legjobb 50 lovast, akik részt vesznek a 3. fordulón.
- 4. és 5. forduló (egyéni döntő): A 4. fordulón a 3. forduló utáni legjobb 35 lovas vesz részt. Azonban országonként legfeljebb 3 lovas juthat tovább, így ha egy országból 4 lovas minősült, akkor az adott ország csak a három legjobb lovasát küldheti. A 35 lovas ismét tiszta lappal (0 büntető ponttal) indul. Az érmeket a legkevesebb hibaponttal rendelkező legjobb 3 lovas kapja, és ha az érmek szempontjából döntetlen alakulna ki, akkor az érintett lovasok között összevetést tartanak.

A mai pályák akadályainak legnagyobb megengedett magassága 1,6 méter (5,3 láb) maradt. Az oxerek szélessége legfeljebb 2 méter (6,7 láb) lehet, a triplebáré pedig 2,2 méter (7,2 láb). A vizesárok maximális megengedett szélességét 4,5 méterre (14,9 láb) növelték. A pálya teljes hossza csak 500-600 méter, rövidebb, mint a korábbi években.
A pontozás egyszerűbb, és büntetőpontrendszerré alakult, az egyes lovasoknál felmerülő hibapontokkal. 4 hibaponttal sújtják a verőhibát, vagy ha a ló a vízbe vagy annak szélére érkezik. Az első ellenszegülés 4 hibapontot ér, a második pedig kizárást. A ló vagy lovas bukása szintén kizárást eredményez.

## A Lovas versenyszámok színhelye
Néha a lovas versenyszámokat fő olimpiai játékok színhelyétől távolabb rendezték meg. Ez történt az:
- 1956. évi olimpián: Ausztrália szigorú karantén előírásai miatt a lovas számokat Stockholmban, (Svédország), és nem Melbourne-ben, Ausztrália tartották.
- 2008. évi olimpián: A lovas rendezvényeket Hongkongban, és nem Pekingben, a Pekingben előforduló ló megbetegedések nagy száma miatt. Hongkongot a (lóverseny ágazata védelmében létrehozott) magas szintű lovakra vonatkozó karantén szabályozása miatt választották alternatív helyszínként, és ezért tekinthették biztonságos helyszínnek a sportlovak számára. Továbbá már eleve rendelkeztek néhány lovas létesítménnyel a városban, ami csökkenthette a verseny rendezésének a költségeit.

## Szabályok
Korra Vonatkozó Előírások
A FEI szabályai előírják, hogy a lovasoknak legalább 18 évesnek kell lenniük. Minden lónak legalább 7 évesnek kell lennie. Nincs az életkorra vonatkozó felső korhatár megszabva.
Lovak és Lovasok Száma
A ló/lovas párok kvótái változnak a játékok és szakágak között. Jelenleg, minden Nemzeti Szövetség 4 lovast nevezhet az ugró csapatba (melyből az egyik tartalék), 5-öt a háromnapos verseny csapatába (itt nincs tartalék), és 3 lovast a díjlovas csapatba.
Dopping Szabályok
A gyógyszerekkel történt nagyszámú visszaélés miatt, dopping szabályokat vezettek be a lovak számára az 1972-es müncheni olimpián (bár ott nem végeztek dopping vizsgálatokat a játékok alatt). Jelenleg nagyon szigorú szabályok írják elő, hogy a lovas versenyszámok ló-atlétáinak milyen gyógyszerek adhatók.
Állatorvosi Vizsgálatok
Az olimpián a játékok megkezdése előtt minden lónak részt kell venni állatorvosi vizsgálaton, hogy meggyőződjenek a lovak jó egészségi állapotáról, és arról hogy nem hordoznak betegséget. Állatorvosi vizsgálatokra a játékok alatt is sor kerülhet.

## Versenyszámok
| Versenyszámok                | 96 | 00 | 04 | 08 | 12 | 20 | 24 | 28 | 32 | 36 | 48 | 52 | 56 | 60 | 64 | 68 | 72 | 76 | 80 | 84 | 88 | 92 | 96 | 00 | 04 | 08 | 12 | 16 | 20 | 24 | Összesen |
| ---------------------------- | -- | -- | -- | -- | -- | -- | -- | -- | -- | -- | -- | -- | -- | -- | -- | -- | -- | -- | -- | -- | -- | -- | -- | -- | -- | -- | -- | -- | -- | -- | -------- |
| Díjugratás, egyéni           |    | •  |    |    | •  | •  | •  | •  | •  | •  | •  | •  | •  | •  | •  | •  | •  | •  | •  | •  | •  | •  | •  | •  | •  | •  | •  | •  | •  | 26 |          |
| Díjugratás, csapat           |    |    |    |    | •  | •  | •  | •  | •  | •  | •  | •  | •  | •  | •  | •  | •  | •  | •  | •  | •  | •  | •  | •  | •  | •  | •  | •  | •  | 25 |          |
| Lovastusa (Military), egyéni |    |    |    |    | •  | •  | •  | •  | •  | •  | •  | •  | •  | •  | •  | •  | •  | •  | •  | •  | •  | •  | •  | •  | •  | •  | •  | •  | •  | 25 |          |
| Lovastusa (Military), csapat |    |    |    |    | •  | •  | •  | •  | •  | •  | •  | •  | •  | •  | •  | •  | •  | •  | •  | •  | •  | •  | •  | •  | •  | •  | •  | •  | •  | 25 |          |
| Díjlovaglás, egyéni          |    |    |    |    | •  | •  | •  | •  | •  | •  | •  | •  | •  | •  | •  | •  | •  | •  | •  | •  | •  | •  | •  | •  | •  | •  | •  | •  | •  | 25 |          |
| Díjlovaglás, csapat          |    |    |    |    |    |    |    | •  | •  | •  | •  | •  | •  |    | •  | •  | •  | •  | •  | •  | •  | •  | •  | •  | •  | •  | •  | •  | •  | 21 |          |
| Lovaspóló                    |    | •  |    | •  |    | •  | •  |    |    | •  |    |    |    |    |    |    |    |    |    |    |    |    |    |    |    |    |    |    |    | 5  |          |
| Lovastorna (Voltízs), egyéni |    |    |    |    |    | •  |    |    |    |    |    |    |    |    |    |    |    |    |    |    |    |    |    |    |    |    |    |    |    | 1  |          |
| Lovastorna (Voltízs), csapat |    |    |    |    |    | •  |    |    |    |    |    |    |    |    |    |    |    |    |    |    |    |    |    |    |    |    |    |    |    | 1  |          |
| Magasugró                    |    | •  |    |    |    |    |    |    |    |    |    |    |    |    |    |    |    |    |    |    |    |    |    |    |    |    |    |    |    | 1  |          |
| Távolugró                    |    | •  |    |    |    |    |    |    |    |    |    |    |    |    |    |    |    |    |    |    |    |    |    |    |    |    |    |    |    | 1  |          |
|                              |    |    |    |    |    |    |    |    |    |    |    |    |    |    |    |    |    |    |    |    |    |    |    |    |    |    |    |    |    |    |          |
| Versenyszámok száma          | 0  | 4  | 0  | 1  | 5  | 8  | 6  | 6  | 6  | 6  | 6  | 6  | 6  | 5  | 6  | 6  | 6  | 6  | 6  | 6  | 6  | 6  | 6  | 6  | 6  | 6  | 6  | 6  | 6  | 10 |          |
| Évek                         | 96 | 00 | 04 | 08 | 12 | 20 | 24 | 28 | 32 | 36 | 48 | 52 | 56 | 60 | 64 | 68 | 72 | 76 | 80 | 84 | 88 | 92 | 96 | 00 | 04 | 08 | 12 | 16 | 20 | 24 | 25       |

## Résztvevők nemzetek szerint
| Nemzet                         | 96 | 00 | 04 | 08 | 12 | 20 | 24 | 28  | 32 | 36  | 48  | 52  | 56  | 60  | 64  | 68  | 72  | 76  | 80 | 84  | 88  | 92  | 96  | 00  | 04  | 08  | 12                        | 16 | 20 | 24 | Összesen |
| ------------------------------ | -- | -- | -- | -- | -- | -- | -- | --- | -- | --- | --- | --- | --- | --- | --- | --- | --- | --- | -- | --- | --- | --- | --- | --- | --- | --- | ------------------------- | -- | -- | -- | -------- |
| Amerikai Virgin-szigetek (ISV) |    |    |    |    |    |    |    |     |    |     |     |     |     |     |     |     |     |     |    | 1   | 1   | 1   |     | 1   |     |     |                           |    |    |    | 4        |
| Argentína (ARG)                |    |    |    |    |    |    |    | 3   |    |     | 9   | 6   | 7   | 9   | 8   | 8   | 9   | 7   |    | 4   |     |     | 4   | 1   | 4   | 1   |                           |    |    |    | 14       |
| Ausztrália (AUS)               |    |    |    |    |    |    |    |     |    |     |     |     |     | 4   | 4   | 7   | 7   | 4   | 7  |     | 9   | 10  | 5   | 11  | 14  | 8   |                           |    |    |    | 12       |
| Ausztria (AUT)                 |    |    |    |    |    |    | 2  | 3   |    | 8   | 2   |     | 5   | 1   |     |     | 5   | 4   | 1  | 4   | 2   | 5   | 5   | 3   | 9   | 2   |                           |    |    |    | 16       |
| Azerbajdzsán (AZE)             |    |    |    |    |    |    |    |     |    |     |     |     |     |     |     |     |     |     |    |     |     |     |     |     |     | 1   |                           |    |    |    | 1        |
| Belgium (BEL)                  |    | 4  |    |    | 4  | 18 | 11 | 9   |    | 3   |     |     | 3   | 2   |     |     | 4   | 4   |    | 3   | 1   | 8   | 6   | 6   | 9   | 3   |                           |    |    |    | 17       |
| Bermuda (BER)                  |    |    |    |    |    |    |    |     |    |     |     |     |     |     |     |     |     |     |    | 1   | 2   | 3   | 1   | 1   | 1   | 1   |                           |    |    |    | 7        |
| Bolívia (BOL)                  |    |    |    |    |    |    |    |     |    |     |     |     |     |     |     | 1   | 1   | 1   |    |     |     |     |     |     |     |     |                           |    |    |    | 3        |
| Brazília (BRA)                 |    |    |    |    |    |    |    |     |    |     |     | 6   | 4   | 3   | 3   | 1   | 3   | 3   |    | 4   | 4   | 6   | 9   | 11  | 9   | 10  |                           |    |    |    | 14       |
| Bulgária (BUL)                 |    |    |    |    |    |    | 2  | 3   |    | 3   |     | 2   | 4   | 5   |     |     | 4   |     | 11 |     |     | 1   |     | 3   | 1   |     |                           |    |    |    | 11       |
| Chile (CHI)                    |    |    |    |    | 2  |    |    |     |    |     |     | 9   |     |     | 1   | 3   | 3   |     |    | 4   |     |     |     | 2   |     | 1   |                           |    |    |    | 8        |
| Csehország (CZE)               |    |    |    |    |    |    |    |     |    |     |     |     |     |     |     |     |     |     |    |     |     |     |     |     | 1   | 1   |                           |    |    |    | 2        |
| Csehszlovákia (TCH)            |    |    |    |    |    |    | 11 | 9   |    | 9   |     |     |     | 2   |     |     |     |     |    |     |     | 1   |     |     |     |     |                           |    |    |    | 5        |
| Dánia (DEN)                    |    |    |    |    | 4  |    | 1  | 3   |    | 4   | 6   | 5   | 6   | 4   |     |     | 3   | 3   |    | 3   | 4   | 7   | 3   | 6   | 5   | 4   |                           |    |    |    | 17       |
| Dél-afrikai Unió (RSA)         |    |    |    |    |    |    |    |     |    |     |     |     |     |     |     |     |     |     |    |     |     | 3   |     |     |     |     |                           |    |    |    | 1        |
| Dél-Korea (KOR)                |    |    |    |    |    |    |    |     |    |     |     | 1   |     | 2   | 7   |     |     |     |    |     | 10  | 5   |     |     | 4   | 1   |                           |    |    |    | 7        |
| Egyesült Arab Emírségek (UAE)  |    |    |    |    |    |    |    |     |    |     |     |     |     |     |     |     |     |     |    |     |     |     |     |     |     | 1   |                           |    |    |    | 1        |
| Egyesült Államok (USA)         |    | 1  |    |    | 4  | 8  | 5  | 5   | 8  | 8   | 7   | 8   | 8   | 10  | 10  | 11  | 11  | 12  |    | 11  | 12  | 12  | 14  | 14  | 13  | 12  |                           |    |    |    | 22       |
| Egyiptom (EGY)                 |    |    |    |    |    |    |    |     |    |     |     | 3   | 3   |     |     |     |     |     |    |     | 1   | 1   |     | 1   | 1   | 1   |                           |    |    |    | 7        |
| Ecuador (ECU)                  |    |    |    |    |    |    |    |     |    |     |     |     |     |     |     |     |     |     |    | 1   |     |     |     |     |     |     |                           |    |    |    | 1        |
| Fehéroroszország (BLR)         |    |    |    |    |    |    |    |     |    |     |     |     |     |     |     |     |     |     |    |     |     |     |     |     | 1   | 3   |                           |    |    |    | 2        |
| Finnország (FIN)               |    |    |    |    |    | 1  | 1  | 1   |    | 1   | 5   | 5   | 7   |     |     |     |     |     | 2  | 1   | 4   | 1   | 1   | 3   |     | 1   |                           |    |    |    | 14       |
| Franciaország (FRA)            |    | 39 |    |    | 4  | 24 | 12 | 9   | 3  | 9   | 9   | 8   | 9   | 8   | 7   | 7   | 10  | 9   |    | 11  | 11  | 12  | 14  | 10  | 11  | 6   |                           |    |    |    | 22       |
| Fülöp-szigetek (PHI)           |    |    |    |    |    |    |    |     |    |     |     |     |     |     |     |     |     |     |    |     |     | 1   | 1   | 1   |     |     |                           |    |    |    | 3        |
| Görögország (GRE)              |    |    |    |    |    |    |    |     |    |     |     |     |     |     |     |     |     |     |    |     |     |     |     | 1   | 7   |     |                           |    |    |    | 2        |
| Guatemala (GUA)                |    |    |    |    |    |    |    |     |    |     |     |     |     |     |     |     |     | 3   | 1  | 1   |     |     |     |     |     | 1   |                           |    |    |    | 4        |
| Hollandia (NED)                |    |    |    |    |    | 1  | 5  | 8   | 3  | 9   | 5   | 3   | 1   |     |     |     | 7   | 7   |    | 3   | 8   | 12  | 8   | 8   | 8   | 8   |                           |    |    |    | 17       |
| Holland Antillák (AHO)         |    |    |    |    |    |    |    |     |    |     |     |     |     |     |     |     |     |     |    |     |     |     |     | 1   | 1   |     |                           |    |    |    | 2        |
| Hongkong (HKG)                 |    |    |    |    |    |    |    |     |    |     |     |     |     |     |     |     |     |     |    |     |     |     |     |     |     | 3   |                           |    |    |    | 1        |
| Horvátország (CRO)             |    |    |    |    |    |    |    |     |    |     |     |     |     |     |     |     |     |     |    |     |     | 1   |     |     | 1   |     |                           |    |    |    | 2        |
| Irán (IRI)                     |    |    |    |    |    |    |    |     |    |     |     |     |     |     |     |     |     |     |    |     |     |     | 1   |     |     |     |                           |    |    |    | 1        |
| India (IND)                    |    |    |    |    |    |    |    |     |    |     |     |     |     |     |     |     |     | 4   |    |     |     |     | 1   | 1   |     |     |                           |    |    |    | 3        |
| Írország (IRL)                 |    |    |    |    |    |    |    |     |    |     | 3   | 3   | 6   | 7   | 4   | 6   | 4   | 4   |    | 5   | 7   | 9   | 9   | 7   | 10  | 6   |                           |    |    |    | 15       |
| Jamaica (JAM)                  |    |    |    |    |    |    |    |     |    |     |     |     |     |     |     |     |     |     |    |     |     |     |     |     |     | 1   |                           |    |    |    | 1        |
| Japán (JPN)                    |    |    |    |    |    |    |    | 4   | 5  | 4   |     | 1   | 2   | 3   | 10  | 4   | 5   | 7   |    | 6   | 10  | 9   | 9   | 8   | 4   | 6   |                           |    |    |    | 17       |
| Jordánia (JOR)                 |    |    |    |    |    |    |    |     |    |     |     |     |     |     |     |     |     |     |    |     |     |     |     | 1   | 1   | 1   |                           |    |    |    | 3        |
| Jugoszlávia (YUG)              |    |    |    |    |    |    | 1  |     |    |     |     |     |     |     |     |     |     |     |    | 3   |     |     |     |     |     |     |                           |    |    |    | 2        |
| Kambodzsa (CAM)                |    |    |    |    |    |    |    |     |    |     |     |     | 2   |     |     |     |     |     |    |     |     |     |     |     |     |     |                           |    |    |    | 1        |
| Kanada (CAN)                   |    |    |    |    |    |    |    |     |    |     |     | 3   | 4   | 4   | 2   | 11  | 11  | 10  |    | 11  | 11  | 11  | 11  | 6   | 10  | 12  |                           |    |    |    | 14       |
| Kína (CHN)                     |    |    |    |    |    |    |    |     |    |     |     |     |     |     |     |     |     |     |    |     |     |     |     |     |     | 6   |                           |    |    |    | 1        |
| Kolumbia (COL)                 |    |    |    |    |    |    |    |     |    |     |     |     |     |     |     |     |     |     |    |     | 4   | 3   | 2   | 1   | 1   | 1   |                           |    |    |    | 6        |
| Lengyelország (POL)            |    |    |    |    |    |    | 6  | 5   |    | 6   |     |     |     | 4   |     | 3   | 8   |     | 11 |     | 4   | 4   | 5   |     | 4   | 3   |                           |    |    |    | 12       |
| Liechtenstein (LIE)            |    |    |    |    |    |    |    |     |    |     |     |     |     |     |     |     |     |     |    |     | 1   |     |     |     |     |     |                           |    |    |    | 1        |
| Magyarország (HUN)             |    |    |    |    |    |    |    | 5   |    | 9   |     |     | 3   | 4   |     |     | 8   |     | 8  |     |     | 5   | 3   |     |     |     |                           |    |    |    | 8        |
| Mexikó (MEX)                   |    |    |    |    |    |    |    |     | 6  |     | 6   | 4   |     |     | 7   | 9   | 8   | 8   | 8  | 12  | 5   | 6   | 4   | 4   | 4   | 5   |                           |    |    |    | 15       |
| Nagy-Britannia (GBR)           |    |    |    |    | 4  |    | 6  |     |    | 6   | 6   | 6   | 8   | 10  | 8   | 10  | 11  | 11  |    | 11  | 12  | 12  | 15  | 14  | 11  | 12  |                           |    |    |    | 18       |
| Németország (GER)              |    |    |    |    | 13 |    |    | 8   |    | 9   |     | 8   |     |     |     |     |     |     |    |     |     | 12  | 16  | 14  | 13  | 12  |                           |    |    |    | 9        |
| Egyesült Német Csapat (EUA)    |    |    |    |    |    |    |    |     |    |     |     |     | 9   | 9   | 10  |     |     |     |    |     |     |     |     |     |     |     |                           |    |    |    | 3        |
| NDK (GDR)                      |    |    |    |    |    |    |    |     |    |     |     |     |     |     |     | 7   | 7   |     |    |     |     |     |     |     |     |     |                           |    |    |    | 2        |
| NSZK (FRG)                     |    |    |    |    |    |    |    |     |    |     |     |     |     |     |     | 11  | 11  | 11  |    | 14  | 13  |     |     |     |     |     |                           |    |    |    | 5        |
| Norvégia (NOR)                 |    |    |    |    | 3  | 5  |    | 6   |    | 6   |     | 2   | 4   |     |     |     |     |     |    | 1   | 1   | 1   |     |     |     | 4   |                           |    |    |    | 10       |
| Olaszország (ITA)              |    | 2  |    |    |    | 10 | 5  | 5   |    | 6   | 6   | 4   | 6   | 7   | 7   | 7   | 8   | 9   | 4  | 8   | 5   | 12  | 14  | 7   | 8   | 6   |                           |    |    |    | 21       |
| Oroszország (RUS)              |    | 2  |    |    | 7  |    |    |     |    |     |     |     |     |     |     |     |     |     |    |     |     |     |     | 2   | 3   | 5   |                           |    |    |    | 5        |
| Peru (PER)                     |    |    |    |    |    |    |    |     |    |     |     |     |     |     |     |     |     |     |    | 1   |     |     |     |     |     |     |                           |    |    |    | 1        |
| Portugália (POR)               |    |    |    |    |    |    | 4  | 3   |    | 3   | 8   | 9   | 7   | 9   | 2   |     | 3   |     |    |     | 1   | 5   | 2   | 1   | 1   | 3   |                           |    |    |    | 15       |
| Puerto Rico (PUR)              |    |    |    |    |    |    |    |     |    |     |     |     |     |     |     |     |     | 2   |    | 2   | 1   |     | 1   |     | 1   |     |                           |    |    |    | 5        |
| Románia (ROU)                  |    |    |    |    |    |    |    |     |    | 5   |     | 6   | 6   | 7   |     |     |     |     | 7  |     |     |     |     |     | 1   |     |                           |    |    |    | 6        |
| Spanyolország (ESP)            |    |    |    |    |    |    | 4  | 6   |    |     | 7   | 6   | 6   | 8   | 3   |     | 4   | 4   |    | 4   | 8   | 8   | 13  | 11  | 4   | 2   |                           |    |    |    | 16       |
| Svédország (SWE)               |    |    |    |    | 17 | 22 | 12 | 9   | 6  | 9   | 9   | 9   | 9   | 10  | 3   |     | 5   | 1   |    | 8   | 4   | 12  | 13  | 9   | 11  | 12  |                           |    |    |    | 20       |
| Svájc (SUI)                    |    |    |    |    |    |    | 9  | 9   |    | 6   | 4   | 7   | 9   | 8   | 6   | 6   | 11  | 4   |    | 8   | 8   | 7   | 11  | 8   | 9   | 5   |                           |    |    |    | 18       |
| Szaúd-Arábia (KSA)             |    |    |    |    |    |    |    |     |    |     |     |     |     |     |     |     |     |     |    |     |     |     | 3   | 4   | 2   | 4   |                           |    |    |    | 4        |
| Szovjetunió (URS)              |    |    |    |    |    |    |    |     |    |     |     |     | 9   | 9   | 10  | 10  | 11  | 7   | 11 |     | 8   |     |     |     |     |     |                           |    |    |    | 8        |
| Egyesített Csapat (EUN)        |    |    |    |    |    |    |    |     |    |     |     |     |     |     |     |     |     |     |    |     |     | 8   |     |     |     |     |                           |    |    |    | 1        |
| Thaiföld (THA)                 |    |    |    |    |    |    |    |     |    |     |     |     |     |     |     |     |     |     |    |     |     |     |     |     | 1   |     |                           |    |    |    | 1        |
| Törökország (TUR)              |    |    |    |    |    |    |    |     |    | 4   | 6   |     | 6   | 3   |     |     |     |     |    |     |     |     |     |     |     |     |                           |    |    |    | 4        |
| Ukrajna (UKR)                  |    |    |    |    |    |    |    |     |    |     |     |     |     |     |     |     |     |     |    |     |     |     |     |     |     | 4   |                           |    |    |    | 1        |
| Új-Zéland (NZL)                |    |    |    |    |    |    |    |     |    |     |     |     |     | 1   | 3   |     |     | 1   |    | 5   | 8   | 6   | 6   | 7   | 10  | 9   |                           |    |    |    | 10       |
| Uruguay (URU)                  |    |    |    |    |    |    |    |     |    |     |     |     |     | 3   |     |     |     |     |    |     |     |     |     | 2   |     |     |                           |    |    |    | 2        |
| Venezuela (VEN)                |    |    |    |    |    |    |    |     |    |     |     |     | 3   |     |     |     |     |     |    |     | 1   |     |     |     |     | 1   |                           |    |    |    | 3        |
|                                |    |    |    |    |    |    |    |     |    |     |     |     |     |     |     |     |     |     |    |     |     |     |     |     |     |     |                           |    |    |    |          |
| Nemzetek                       |    | 5  |    |    | 10 | 8  | 17 | 20  | 6  | 21  | 17  | 25  | 29  | 29  | 20  | 18  | 27  | 23  | 11 | 30  | 32  | 35  | 30  | 37  | 38  | 42  | 69                        |    |    |    |          |
| Lovasok                        |    | 60 |    |    | 62 | 89 | 97 | 113 | 31 | 127 | 103 | 134 | 158 | 159 | 116 | 125 | 179 | 135 | 68 | 157 | 182 | 215 | 217 | 195 | 203 | 194 | 2129 (1752 férfi, 377 nő) |    |    |    |          |
| Évek                           | 96 | 00 | 04 | 08 | 12 | 20 | 24 | 28  | 32 | 36  | 48  | 52  | 56  | 60  | 64  | 68  | 72  | 76  | 80 | 84  | 88  | 92  | 96  | 00  | 04  | 08  | 12                        | 16 | 20 | 24 | 23       |

## Fordítás
- Ez a szócikk részben vagy egészben az Equestrian at the Summer Olympics című angol Wikipédia-szócikk ezen változatának fordításán alapul.  Az eredeti cikk szerkesztőit annak laptörténete sorolja fel. Ez a jelzés csupán a megfogalmazás eredetét és a szerzői jogokat jelzi, nem szolgál a cikkben szereplő információk forrásmegjelöléseként.
- Ez a szócikk részben vagy egészben az Olympische Sommerspiele 1900/Reiten című német Wikipédia-szócikk ezen változatának fordításán alapul.  Az eredeti cikk szerkesztőit annak laptörténete sorolja fel. Ez a jelzés csupán a megfogalmazás eredetét és a szerzői jogokat jelzi, nem szolgál a cikkben szereplő információk forrásmegjelöléseként.